# Primera División de Suecia Norte
La Primera División de Suecia Norte es una de las dos ligas que conforman el tercer nivel del fútbol en el país y que la conforman los clubes que representan a las ciudades al norte de Suecia.

## Historia
La liga fue creada en 1987 como una de las ligas del segundo nivel en el país detrrás de la Allsvenskan, hasta que nació la Superettan en 1999, aunque la liga fue refundada en el 2006 como la Tercera División de Suecia.

## Formato
La liga la integran 16 equipos, los cuales se enfrentan todos contra todos a visita recíproca, en la que el campeón del grupo asciende directamente a la Superettan, mientras que el subcampeón juega un play-off de ascenso para ver si asciende de categoría. Los peores tres equipos de la liga descienden a la Segunda División de Suecia.

## Temporada 2016
| Club              |
| ----------------- |
| Akropolis IF      |
| BK Forward        |
| Carlstad United   |
| Enskede IK        |
| IF Brommapojkarna |
| IFK Luleå         |
| IK Brage          |
| IK Sleipner       |
| Nyköpings BIS     |
| Piteå IF          |
| Team TG           |
| Vasalunds IF      |
| Vasteras SK       |

## Ediciones Anteriores
| Temporada | Campeón            | Subcampeón           |
| --------- | ------------------ | -------------------- |
| 1987      | Djurgårdens IF (1) | IFK Eskilstuna       |
| 1988      | Örebro SK (1)      | IFK Eskilstuna       |
| 1989      | Hammarby IF (1)    | Vasalunds IF         |
| 1990      | GIF Sundsvall (1)  | Vasalunds IF         |
| 1991      | Kiruna FF (1)      | IFK Luleå            |
| 1992      | IFK Sundsvall (1)  | IFK Luleå            |
| 1993      | Hammarby IF (2)    | Vasalunds IF         |
| 1994      | Djurgårdens IF (2) | Umeå FC              |
| 1995      | Umeå FC (1)        | Gefle IF             |
| 1996      | Västerås SK (1)    | Hammarby IF          |
| 1997      | Hammarby IF (3)    | Djurgårdens IF       |
| 1998      | Djurgårdens IF (3) | Umeå FC              |
| 1999      | GIF Sundsvall (2)  | Assyriska Föreningen |
| 2000-05   | No se jugó         |                      |
| 2006      | Enköpings SK (1)   | IK Sirius            |
| 2007      | Assyriska FF (1)   | Väsby United         |
| 2008      | Syrianska FC (1)   | Vasalunds IF         |
| 2009      | Degerfors IF (1)   | IK Brage             |
| 2010      | Västerås SK FK (2) | IK Sirius FK         |
| 2011      | Umeå FC (2)        | FC Väsby United      |
| 2012      | Östersunds FK (1)  | BK Forward           |
| 2013      | IK Sirius (1)      | Dalkurd FF           |

## Títulos por Equipo
| Títulos | Club           |
| ------- | -------------- |
| 3       | Djurgårdens IF |
| 3       | Hammarby IF    |
| 2       | GIF Sundsvall  |
| 2       | Umeå FC        |
| 2       | Västerås SK    |
| 1       | Assyriska FF   |
| 1       | Degerfors IF   |
| 1       | Enköpings SK   |
| 1       | Kiruna FF      |
| 1       | IFK Sundsvall  |
| 1       | Örebro SK      |
| 1       | Östersunds FK  |
| 1       | IK Syrius      |